# Per Wilhelm Wahlroos
Per Wilhelm Wahlroos, född 20 juli 1975, är en svensk poet och konstnär. Wahlroos verksamhet utgörs av en kombination av skönlitterärt skrivande samt måleri och grafisk konst. Många målningar har dikter eller litterära manifest kopplade till sig, såsom Färger - manifest för en ny existens, Koloristpassionen samt Nothing But The Colors. Flera härleder till inspiration från vistelseorter som Småland, Västerbotten, Stockholm, Hamburg, Provence, New York och London.[källa behövs]

## Biografi
Wahlroos utbildades i måleri och grafik på skolor såsom konstakademien Marchutz School of Fine Arts, IAU College måleri, i Aix-en-Provence, Frankrike, utöver vid Grafikskolan i Stockholm och Konstskolan Idun Lovén, måleri samt Riksglasskolan i Pukeberg. Han har även utbildats i skulptur och bronsgjutning samt digiprint på interna kurser på KKV, Konstnärernas kollektiva verkstad.[källa behövs]
Scendebuten som estradpoet skedde i poetry slam i Rinkeby 1999, där han gick till lokala finalen. Därefter följde deltagande i poetry slam-SM i Borås 2000 och Nordiska Mästerskapen Poetry Slam på Kafkascenen vid Ströget i Köpenhamn 2001. Sedan dess har han verkat som estradpoet på ett flertal forum och scener såsom på lokala bibliotek i Stockholm och Göteborg; Pusterviksbaren, Göteborgskravallerna, Chimos vänkväll, Bio Tellus  O-Baren (Sturehof) och Etnografiska museet, Glenn Miller Café samt som stödpoet åt Bob Hanssons enskilda uppläsningar, Magnus Bergmans spelningar och i Paris till några av Nikki Suddens turnéer. Den sistnämnda franska perioden (som "Le Poete") utmynnade också i en egen uppläsningsturné med texter på engelska och franska. Första textframställningen, Minst 2 meter Över Marken (2000), utgavs egenupptryckt som stencilhäfte. Därefter består den litterära utgivningen av publikationer i bokform av "John Lennon Is Alive", diktsvit med New York tema, "Den Okunnige - Den Okunniges enda tal till friheten, prosalyrik samt diktsviten "Första Kyssen". Manus har även utarbetats för kortfilm/konstfilm, producerade i samarbete med filmfotografen Sten Holmberg åren 2000–2002. Samarbete med låtskrivaren och hip-hop producenten Frew Elfineh Taha, aka Black Fist. Per Wilhelm Wahlroos utveckling har gått från kortare enklare diktverk till längre avancerade skönlitterära verk. Produktionen omfattar diktverk, prosa, dramatik, filmmanuskript, så kallade färgsymbolistiska manifest, dokumentärt material, poplyrik och genreöverskridande skönlitterära verk, tills största delen opublicerat material.[källa behövs]
Repertoaren präglas under senare tid även av så kallade text- och ljudkompositioner med diktinläsningar tillsammans med konstmusik, elektroakustisk musik.[källa behövs]
Wahlroos är publicerad och/eller recenserad i dagstidningar såsom Dagens Nyheter' och Ystads Allehanda, samt i litterära tidskrifter såsom Tidningen Kulturen, Tidskriften Babel (2000-2001), Tidskriften Serum (nr 9, 2000), utöver TV och radio inklusive Radio Stockholm, Sveriges Radio P4 och i DR1, samt representation på ett flertal olika bibliotek runtom i Sverige.

### Antologi
- 2001: Tidskriften Serum nr 9, Kulturföreningen Serum, Malmö

## Utställningar
- So Stockholm, Stockholm (2013-2015)[13]
- Galleri Trångsund, Stockholm (2013)[14]
- Oyster Bar, Stockholm (2010)[15]
- Galleri Gummesons, Stockholm (2005)